# Wahlkreis Rom – Municipio III
Der Wahlkreis Rom – Municipio III ist seit 2020 ein Wahlkreis (italienisch collegio elettorale) für die Wahl der Abgeordnetenkammer.

## Wahlkreisgebiet
| Wahlkreise – Camera dei deputati – Latium | Wahlkreise – Camera dei deputati – Latium | Wahlkreise – Camera dei deputati – Latium |
| Provinz                                   | Provinz                                   | Gemeinden nach Provinzen ⮞ Wahlkreis |
| ----------------------------------------- | ----------------------------------------- | --- |
|                                           | Metropolitanstadt Rom (121 Gemeinden)     | ↳ Latium 1: Teil Roms ⮞ Wahlkreis Rom – Municipio I Teil Roms ⮞ Wahlkreis Rom – Municipio III Teil Roms ⮞ Wahlkreis Rom – Municipio V 1 + Teil Roms ⮞ Wahlkreis Rom – Municipio VII 1 + Teil Roms ⮞ Wahlkreis Rom – Municipio X 1 + Teil Roms ⮞ Wahlkreis Rom – Municipio XI Teil Roms ⮞ Wahlkreis Rom – Municipio XIV 63 ⮞ Wahlkreis Guidonia Montecelio 18 ⮞ Wahlkreis Velletri ↳ Latium 2: 30 ⮞ Wahlkreis Rieti 6 ⮞ Wahlkreis Viterbo |
|                                           | Provinz Frosinone (91 Gemeinden)          | 60 ⮞ Wahlkreis Frosinone 31 ⮞ Wahlkreis Terracina |
|                                           | Provinz Latina (33 Gemeinden)             | 17 ⮞ Wahlkreis Latina 16 ⮞ Wahlkreis Terracina |
|                                           | Provinz Rieti (73 Gemeinden)              | alle ⮞ Wahlkreis Rieti |
|                                           | Provinz Viterbo (60 Gemeinden)            | 48 ⮞ Wahlkreis Viterbo 12 ⮞ Wahlkreis Rieti |

Der Wahlkreis umfasst einen Teil der Gemeinde Rom, genauer gesagt 2 Stadtbezirken (municipi), d. h. das Municipio III und das Municipio IV.

## Wahlergebnisse

### Parlamentswahl 2022
| Kandidaten                          | Kandidaten              | Stimmen | %    | Listen                                                  | Stimmen | %    |
| ----------------------------------- | ----------------------- | ------- | ---- | ------------------------------------------------------- | ------- | ---- |
|                                     | Simonetta Matonegewählt | 66.256  | 35,9 | Fratelli d’Italia                                       | 49.352  | 26,7 |
| Lega per Salvini Premier            | Simonetta Matonegewählt | 66.256  | 35,9 | 8.613                                                   | 4,7     |      |
| Forza Italia                        | Simonetta Matonegewählt | 66.256  | 35,9 | 7.284                                                   | 3,9     |      |
| Noi Moderati                        | Simonetta Matonegewählt | 66.256  | 35,9 | 1.007                                                   | 0,5     |      |
|                                     | Enzo Foschi             | 62.161  | 33,7 | Partito Democratico – Italia Democratica e Progressista | 45.074  | 24,4 |
| Alleanza Verdi e Sinistra           | Enzo Foschi             | 62.161  | 33,7 | 8.607                                                   | 4,7     |      |
| +Europa                             | Enzo Foschi             | 62.161  | 33,7 | 6.964                                                   | 3,8     |      |
| Impegno Civico – Centro Democratico | Enzo Foschi             | 62.161  | 33,7 | 1.516                                                   | 0,8     |      |
|                                     | Manuel Tuzi             | 28.063  | 15,2 | Movimento 5 Stelle                                      | 28.063  | 15,2 |
|                                     | Fabio Dionisi           | 17.878  | 9,7  | Azione – Italia Viva                                    | 17.878  | 9,7  |
|                                     | Raul Mordenti           | 3.899   | 2,1  | Unione Popolare                                         | 3.899   | 2,1  |
|                                     | Giorgia Venerandi       | 2.558   | 1,4  | Italexit per l’Italia                                   | 2.558   | 1,4  |
|                                     | Emanuele Luca           | 2.352   | 1,3  | Italia Sovrana e Popolare                               | 2.352   | 1,3  |
|                                     | Davide Barillari        | 860     | 0,5  | Vita                                                    | 860     | 0,5  |
|                                     | Michela Esposito        | 378     | 0,2  | Alternativa per l’Italia (PdF – Exit)                   | 378     | 0,2  |
|                                     | Giulia Castelli         | 192     | 0,1  | Partito della Follia Creativa                           | 192     | 0,1  |
| Gesamt                              | Gesamt                  | 184.597 | 100  |                                                         | 184.597 | 100  |
|                                     |                         |         |      |                                                         |         |      |
| Ungültige Stimmen                   | Ungültige Stimmen       | 5.014   | 2,6  |                                                         |         |      |
| Wähler                              | Wähler                  | 189.611 | 65,8 |                                                         |         |      |
| Wahlberechtigte                     | Wahlberechtigte         | 288.217 |      |                                                         |         |      |
|                                     |                         |         |      |                                                         |         |      |
| Quelle: Innenministerium            |                         |         |      |                                                         |         |      |